# 軍官之歌
軍官之歌（俄語：Баллада об офицере），是一款戰棋戰略角色扮演獨立遊戲。遊戲開發者為來自世界各地的成員組成的全球化遊戲開發團隊白色十一月工作室（英語：White November），成員分別來自：俄國、中國、台灣、香港、澳門、美國、泰國、澳大利亞和日本等，工作室於2012年11月17日成立，2014年8月31日發布序章正式版載點，序章及第一章於2015年11月17日發佈，第二章(前篇+後篇)於2018年1月25日發佈。直至現在，遊戲內容仍然持續擴充。

## 操作
遊戲主要以滑鼠和鍵盤進行遊戲操作，包括撿拾道具、場景互動及戰鬥，其中玩家只需長按欲走往的目的地，角色便會前往該處。如果不習慣這種移動方式，玩家可以透過鍵盤操控人物進行移動，但是鍵盤並不能夠進行選單操作。
遊戲為戰棋類型，戰鬥發生於棋盤地圖上，玩家需要使用滑鼠操控己方角色，擊敗敵軍。另外，攻擊形式根據裝備差異而有所不同，並分成：主武器、副武器和技能三種攻擊模式。遊戲角色的技能相當多元，除了各角色的特有技能以外，分類出「刀劍」、「槍棒」、「槍械」、「醫療」（回復）、「政治」（狀態）五大類型。角色等級上升可獲得技能點數和屬性點數，分別用來學習技能和提升屬性。
遊戲內包含了料理、鍛造、投擲物等製造系統，藉由野外採集或前往村落購買食材、金屬火藥與鍛造石製造獨特料理與武器裝備，增加我方角色能力與戰鬥中的優勢。此外，遊戲設有「技能樹」系統，讓玩家可以自由決定角色的成長方向，有效增加遊戲的耐玩度。

## 遊戲背景
遊戲背景取自於第一次世界大戰前後和1917年兩次俄國革命以及俄國內戰，由於本作屬於ACG創作，為了避免和顯示的政治社會團體或人物發生誤會，所以遊戲中的人物、組織、國家均採用了虛擬名稱來替代之，不過其大部分都擁有真實的歷史原型可供考据。

## 開發
由於遊戲製作人雅沙‧雅科夫（俄語：ЯковCунь）為宗教人士，其大學的學術背景為政治哲學專業，在耳濡目染之下接觸到了不少來自東、西方哲學兩大區域各式各樣的哲學思想，軍官之歌因此在豐富的文化背景之下誕生。
至於遊戲美術方面，舉凡人物服裝、武器、飾品，全部都有經過詳細的歷史考證，開發團隊為了真實呈現當代的人物服裝，更甚至是蒐集了大量19世紀末至20世紀初的俄國服裝、飾品相關的資料和照片，甚至參考大量關於當代的俄國影視作品，以向玩家呈現出原汁原味的俄國民俗風情。

## 遊戲角色

### 主要角色
薩沙／亞歷山大‧瓦西裡耶維奇‧奧爾洛夫（俄語：Алекса́ндр Васи́льевич Орло́в）
本作白軍劇情路線的男主角。初次登場(大陸曆1920年)時年17歲，身高174cm，體重58kg，職業為一名露塞亞帝國軍官（即白軍），作為遊戲角色的武器可配以劍或手槍。他的愛劍為他的父親拜託東方島國的刀匠打造，名為「維路約希」(Веру́ющий)，意為「信仰者」。他的本名亞歷山大意為「守護者」，而瓦西裡則是父名，意為「威嚴」，奧爾洛夫是姓氏，意為「鷹」。他原是露塞亞帝國情報軍特設機構「白鴉」的中尉軍官。他的性格外柔內剛，心存犧牲奉獻的精神和決不向任何困難低頭的精神與勇氣，並具有靈力適格者的體質。在遊戲主要時段的10年前(大陸曆1910年)的「涅夫格林德懺悔日慘案」中，他失去了父親和右手，與原帝國總理彼德連科有著親如父子的關係。革命後一度參加白衛軍，之後與母親和妹妹一起在中立國索米過著平靜的生活。其後，平靜的生活隨著遊戲中故事的展開而結束。
吉瑪／德米特里‧羅曼洛維奇‧扎洛夫（俄語：Дми́трий Рома́нович Жа́лов）
本作赤軍劇情路線的男主角。初次登場(大陸曆1917年)時年15歲，身高174cm，體重62kg，身份為帝國軍列兵(1917年露塞亞的夏季攻勢後晉升為上等兵且編入白鴉部隊)，後成為一名革命黨員、露塞亞人民共和國軍官（即赤軍），作為遊戲角色的武器可配以拳套。德米特里的意思是「大地的果實」，羅曼洛維奇是父名，扎洛夫則是姓氏，意思是「可憐憫者」。他原是一名東線士兵，與萬尼亞是同鄉好友，是天生可以操控火焰的靈力適格者。他藉由靈力的能力與優異的戰鬥能力，在前線屢創戰功，被同僚稱為「戰鬥英雄」。他曾與薩沙結下一段超越身世的友誼，可惜並未長久。在遊戲主要時段中，他是露塞亞人民共和國革命政府特派委員會「維奇卡」的成員，本性正直、善良、熱血，嫉惡如仇，好抱打不平。在卡沙爾騎兵緝捕革命黨人時殺害吉瑪的家人後，在科瓦的劝说下加入赤军，希望通過革命的暴力流血手段消滅世間的不平等，對保皇派和舊貴族深惡痛絕。

### 次要角色
米沙／米哈伊爾‧卡爾洛維奇‧捷普洛（俄語：Михаи́л Ка́рлович Тепло́）
初次登場時年16歲，身高168cm，體重56kg，職業為一名士官，作為遊戲角色的武器可配以雙劍。他的本名米哈伊爾，意為「像神一樣」，卡爾洛維奇是父名，而捷普洛則是姓氏，意為「溫暖」。遊戲中，他原是露塞亞軍事特別處「白鴉」的見習士官，軍階為準尉。他具有混血血統，母親是長居在露塞亞的哥爾曼尼亞人，父親則是露塞亞人。他為人樂天開朗認真，是一位理想主義者，並懷著為國家盡一分力的想法而自願加入白鴉。他相當崇拜薩沙，對奧爾洛夫家非常忠心，革命後與薩沙等人一起生活在索米大公國。
阿列克謝‧斯特列里尼科夫（俄語：Алексе́й Стре́льников）
初次登場時年20歲，身高180cm，體重68kg，職業為一名軍官及狙擊手，作為遊戲角色的武器可配以狙擊槍。阿列克謝意為「助手」，斯特列里尼科夫則是姓氏，意為「射擊者」。他原是露塞亞軍事特別處「白鴉」的軍官兼狙擊手，為人冷清而忠實，軍階是士官。他原為帝國軍精英部隊「格奧爾格近衛團」的成員，但因得罪貴族被除名，及後加入白鴉。他是薩沙的舊同事，在革命後依然作為保皇派的帝國軍人與革命黨戰鬥。在無意間被吉瑪、安妮雅一行人拯救之後成為同伴。
伊萬‧彼得洛維奇‧馬洛斯（俄語：Ива́н Петро́вич Маро́з）
初次登場時年50歲，身高180cm，體重75kg，職業為一名軍官，作為遊戲角色的武器可配以手槍或軍刀。伊萬意為「石頭」，彼得洛維奇是父名，馬洛斯則是姓氏，意為「寒冷」。他原是露塞亞軍事特別處「白鴉」的長官、薩沙的上司以及帝國總理彼德連科的心腹，軍階是上校。他的劍技高超，即便負傷仍能在瞬間打倒數名赤軍士兵。他尤為關愛薩沙和安妮亞兄妹，被安妮亞稱為「馬洛斯叔叔」。他為人熱血、剛毅、堅定而頑固，是一名忠實的保皇黨人，並對革命黨恨之入骨。他在革命後加入白軍，領導著海外的露塞亞人，進行復國的鬥爭。

## 外部連結
- （中文） 官網 （页面存档备份，存于）
- 官方FACEBOOK